# Canto per amore
Canto per amore è un album di Sal Da Vinci, pubblicato nel 2008.

## Tracce
1. Canto per Amore
2. Nammurate'
3. Nun t'aggia perdere
4. Anema e Core
5. Indifferentemente
6. Sciummo
7. Malafemmna
8. Segretamente
9. Torerò
10. Desiderio
11. O' Sole Mio